# Atequiza
Atequiza es una localidad mexicana ubicada en el estado de Jalisco, dentro del municipio de Ixtlahuacán de los Membrillos. Se sitúa a poco más de 30 km al sureste de la capital del estado, Guadalajara, y a 16 km del lago de Chapala. Junto con la comunidad vecina, conforma un núcleo suburbano de más de 10 000 personas.
El índice de instituciones encaminadas a la educación hace de Atequiza uno de los pueblos más destacados en este rubro a nivel nacional. Además, es centro de actividades culturales que van, desde el festejo del Día de Muertos, hasta las tradicionales fiestas patronales que tienen su cúspide el 8 de diciembre, día de la Inmaculada Concepción; en 2023 y 2024 se realizaron Muestras de cine en el Teatro del Pueblo, conmemorando el paso de los Loumiere por la localidad, esta muestra presenta su primea edición como Festival Internacional de Cine en 2025, como uno de sus eventos culturales más relevantes.

## Toponimia
La palabra Atequiza en lengua náhuatl posee tres elementos: 1) Atl que significa «agua», 2) e que es un enlace eufónico para unir el primer morfema con el segundo y 3) quiza que en náhuatl significa «salir» o «correr el arroyo». Es decir que Atequiza significa «salir agua», «correr el arroyo» o, mejor aún, «(lugar) donde brota agua» o «donde corren arroyos». 
De entre los idiomas que se hablaban, el náhuatl y el coca predominaban a la llegada de los españoles. La fusión de vocablos procedentes de estos idiomas da origen a la palabra Atequiza. 
Jorge Munguía Martínez, de la Universidad de Guadalajara, desglosó la palabra Atequiza en tres vocablos: Atl que significa «agua»; Teki que significa «cortar»; Za al igual que Tlan se traducen como «lugar». Dando otra definición, más literal y exacta, que es «lugar donde se corta el agua» [cita requerida]. Esto se explica debido a la abundancia de cantera gris a flor de piel en lo que hoy es la población, misma cobertura que hacía filtrar el vital líquido, o sea que se cortara en su correr [cita requerida]. El dilema está en la palabra original Tequitzistlán, pues nos topamos nuevamente con el Teki (cortar), el Tlan (lugar), muy posiblemente ligado a otras definiciones como Tekitl (trabajo o tributo) y Tzikitzin (pequeño) sin hasta ahora encontrar un significado coherente. Así lo plantea la maestra Ortencia Viveros Ríos, de la Universidad de Guadalajara [cita requerida].
Otra versión sugiere su origen en el idioma vasco, dado que su fundador era oriundo de Vitoria [cita requerida]: la etimología es Ate (Puerta) e Iza (Estrella). Entendida como la «Puerta de Estrella» o bien Ateka: «Cerca e Iza» o en palabras simples «Cerca de las Estrellas», aunque se considera la menos probable. [cita requerida]

## Historia

### Antecedentes prehispánicos: Tequisistlán y Atotonilquillo
La región era habitada por indígenas cocas, nahuas, purépechas y otra gran diversidad de etnias. Se cree que Atequiza se llamó Tequisistlán, porque así aparece en los libros de gobierno de la parroquia de Poncitlán, (versión del presbítero Ramón García Sánchez) [cita requerida]. Tequisistlán estuvo ubicado, según hallazgos arqueológicos, en el ojo de agua, dos kilómetros al noreste del actual pueblo de Atequiza, que junto con Atotonilquillo fueron habitados alrededor de los siglos XI y XII por las tribus nahuatlacas, en las cercanías del río Chicnahuac (hoy Santiago) [cita requerida].

### Los conquistadores. 1525-1530
Francisco Cortés de San Buenaventura, primer capitán y teniente del gobierno de Colima, realizó un censo en 1525 en el cual aparece el pueblo de Tequezistlán con un total de 45 casas y unas 270 personas. Nuño Beltrán de Guzmán, después de ganado Poncitlán en 1530, decide conquistar las riquezas de Tonalá; una vez en su poder, varios pueblos, entre ellos Tequesistlán, le dan obediencia[cita requerida]. 
Cristóbal Romero Gutiérrez, fue el primer encomendero de Tequisistlán, cuando los estados de Jalisco y Nayarit ya llevaban por nombre Nueva Galicia. Luego, Alonso Dávalos fue dueño por mitad de Tequisistlán y Chapala. En 1541, los caxcanes del norte aún no eran conquistados, los caciques de Tequisistlán, Ixcatlán y Copala incitaron a una rebelión en apoyo, pero fueron descubiertos y sentenciados. En ese año el virrey Antonio de Mendoza junto con el ejército de México, se dirige a poner paz en el Mixtón, pasa por Tequisistlán y recibe muchos presentes, yéndose muy contento, tanto que llamó a los nativos de Tequisistlán, Tonalá y Tetlán: “los tlaxcaltecas de Galicia” [cita requerida].

### Fundación de Atequiza. 1556
En 1556, Juan Ortiz de Urbina, originario de Zuazo de Vitoria, en Álava, fundó la Estancia de Santa Ana de Atequiza, con una merced otorgada por el rey Felipe II de España, en tierras pertenecientes a Atotonilquillo y con naturales de allí, a los que se les quitaron veinticinco caballerías y dos estancias de ganado mayor [cita requerida]. Juan de Urbina, como era mejor conocido, participó en la fundación de Guadalajara del Valle de Atemajac en 1542, había servido a Pedro de Alvarado en Honduras, y a Nuño Beltrán de Guzmán en Nueva Galicia, tuvo tres hijos, donó un molino a una escuela para niñas pobres y era teniente de corregidor en los pueblos de Tetlán y Analco [cita requerida].

### Los dueños de Atequiza en la época colonial
La hacienda fue propiedad de los descendientes de Martín Casillas, el constructor de la catedral de Guadalajara; periodo que abarcó de 1600 a 1685. El primero fue Martín Casillas Cabrera "el Mozo", hijo del primero, quien fue alcalde ordinario y procurador de Guadalajara en las primeras décadas de 1600. Después pasó a manos del bachiller Domingo Casillas y finalmente a Pedro Casillas y María Langa.
Don Andrés Fernández de Pacheco fue dueño de Atequiza de 1685 a 1700. Era un importante mercader vinculado directamente con la Ciudad de México, y uno de los pocos hacendados con las condiciones necesarias para hacer una red de riego, gracias al río, lo cual le daba grandes ganancias. Durante un repartimiento, fue dotado de 152 indígenas para las labores pesadas del campo. Era también dueño de la hacienda de Buenavista.
Después de don Andrés, la dueña de la hacienda fue una mujer llamada Doña Francisca Velázquez quien se hizo cargo de la propiedad durante 25 años, hasta que la compra Francisco Soto Ceballos, quien vivía en la ciudad de Guadalajara cuatro cuadras al sur de la catedral (en donde ahora está el edificio Mulbar, calles Corona y Madero), este hombre vendió la hacienda de Atequiza en 1751.
El nuevo dueño, un minero de Bolaños, Pedro Álvarez Cantón, hizo de Atequiza una hacienda criadora de ovejas, que le dieron el dominio del mercado, solo compitiendo con Mazatepec y La Sauceda. Llegó a tener cerca de La Barca 5,890 reses y por todo esto era llamado "señor de ganados". Atequiza se volvió también, una hacienda triguera y desde entonces se distinguió como uno de los principales lugares de Jalisco que producía este cereal (hasta ya entrado el año 2000 que desapareció esta actividad). En 1775, le fue otorgada a don Pedro la licencia para oficiar misa dentro de la hacienda, por orden del ilustrísimo Fray Antonio Alcalde y Barriga.
En 1784, compra la hacienda un importante aristócrata tapatío: don José Ignacio Basauri Cid y Escobar, casado con María Ana Villasón Álvarez Cantón, nieta del antiguo dueño. Fue miembro de la Junta de Abasto y alcalde ordinario de primer voto en Guadalajara. En Atequiza creció la producción de trigo, además de maíz, frijol, y ganado, en esta época se edificó la iglesia de Atequiza. Basauri también poseía la hacienda de Miraflores en Tepatitlán de Morelos. Al final de su vida tomó los hábitos y como lo había hecho su padre don Tomás Basauri, apoyó la construcción de la capilla de Aranzazu en Guadalajara. Su hija María de Jesús se casó con Manuel José Nogueras, y por su hermana María Josefa, estaban emparentados con los González de Castañeda.

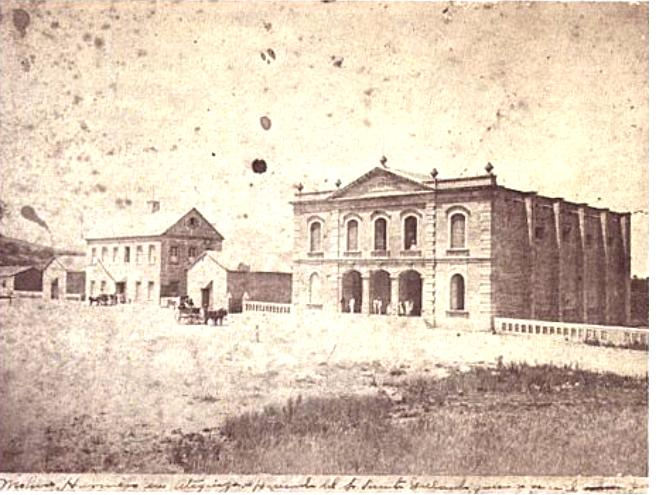
Teatro y molino de trigo. Propiedad de don Vicente Gallardo Riesch quien según la fuente original aparece en la imagen (ca. 1886-1890).

El Teatro de Atequiza tiene una importancia histórica que lo ubica en el tercero del estado de Jalisco después del Teatro Rosas Moreno en Lagos de Moreno, y el Teatro Degollado en Guadalajara.

### Miguel Hidalgo en Atequiza y el asalto de Encarnación Rosas
El 24 de noviembre de 1810, el padre de la patria mexicana, el cura de Dolores Hidalgo, llegó a la Hacienda de Atequiza, propiedad de los hijos de Ignacio Basauri muerto en 1804. Traía consigo un ejército de siete mil hombres que durmieron esa noche en la hacienda. ¿Por qué Hidalgo decide quedarse en Atequiza? Una teoría razonable es el abasto de alimento, pues eran miles de bocas, y Atequiza tenía enormes trojes de diversos cereales. De 1812 a 1816, duró un heroico levantamiento de José Encarnación Rosas y los habitantes de la comunidad indígena de Mezcala contra el gobierno español, los insurgentes ribereños fueron sitiados en la isla del Presidio, pero en una oportunidad burlan la guardia y saquean la Hacienda de Atequiza para llevar alimento a los soldados.
Pedro Juan de Olasagarre, proveniente de Panamá (nacido en Veraguas en 1780) llegó al puerto de San Blas (Nayarit) en 1813, apenas estallada la guerra de independencia, con la bolsa llena de miles de pesos y con ideas que cambiarían el comercio en Jalisco. Compró de contado la enorme y rica hacienda de Atequiza en 1819, cosa poco común entre los ricos jaliscienses acostumbrados al crédito, además fue el primer empresario individual en todo el occidente mexicano. Era casado con Ignacia Villaseñor, y en 1829 le compró a su suegro José María, la hacienda de Huejotitán en 50 mil pesos.
Don Pedro poseía un barco propio, llamado La Fragata Cazadora, que comercializaba en todo el Pacífico, fundó varias compañías agrícolas y mercantiles. Su principal socio fue su cuñado José Prieto y Ramos, tenía inversiones en Kingston y en Londres en miles de libras esterlinas. Poseía en Atequiza enormes cantidades de ganado para la venta de carne, tenía la hacienda huertos ricos en frutas del país; lechería, cuartos para la fabricación de queso y grandes graneros, era una de las más ricas en la vecindad inmediata de Guadalajara con sus verdes sembradíos de trigo y gozaba de una temperatura desconocida en las provincias centrales aún durante los meses más calientes. Pedro Juan y su hijo Manuel Jesús Olasagarre fueron dos personas que impulsaron la economía regional en el siglo XIX. Manuel Jesús, quien había estudiado en Inglaterra, fundó la textil La Escoba, mediante un ambicioso proyecto que revolucionó la industria en Jalisco. Además fue ministro de Hacienda en 1854, en una de las gestiones del presidente Antonio López de Santa Anna.

### La Edad de Oro de la Hacienda de Atequiza (1839-1903)
En 1839, don Cástulo Gallardo y González Hermosillo adquiere la hacienda de Atequiza, que ya era una de las más ricas de la región, continuando su producción de granos y animales. Extraordinaria tanto por su tamaño como por su belleza, la hacienda en estos tiempos era custodiada por fuerzas de infantería quienes vigilaban el orden de la región combatiendo a las gavillas de bandidos, tan comunes por aquellos días. En 1875 hereda su viuda, Doña Francisca Riesch Mayen y después sus hijos Refugio, Vicente, Josefa y María Luisa Gallardo Riesch.
La unión de Josefa con el español asturiano Manuel Ma. Cuesta del Castillo y Álvarez inyectó mucho más capital a la familia, Atequiza creció con la anexión de La Calera, Huerta Vieja y Puente de La Cruz, y para 1900 poseían 12 846 ha. Entre la década de 1870 y 1900, se construyeron los edificios más estilizados que ahora tiene Atequiza (Teatro, La Florida, el campanario de la iglesia y se mejoró la Casa Grande). Modernizaron el molino de trigo con tecnología alemana de punta, además se desbordó la producción en niveles nunca vistos. Los hijos mayores de don Manuel Ma., llamados Manuel y Joaquín, crearon obras hidráulicas en Cajititlán Laguna de Cajititlán y Chapala con la Compañía Eléctrica e Irrigadora de Chapala S.A. de C.V. que les hizo adueñarse de la exorbitante cantidad de 87 000 ha. La calidad del frijol y la cebada de Atequiza fue reconocida a nivel internacional, y el tan famoso alcohol de maíz. Manuel hijo fue el primer hombre en desecar la laguna de Chapala con el vallado de Maltaraña, fue gobernador de Jalisco y un importante empresario. Eran muy comunes las visitas de general Porfirio Díaz en Atequiza en la época de Semana Santa, donde su destino vacacional era Chapala. En 1903 murió el padre de los nueve hermanos Cuesta Gallardo, Atequiza se volvió una propiedad más de las muchas y se comenzó a rentar.

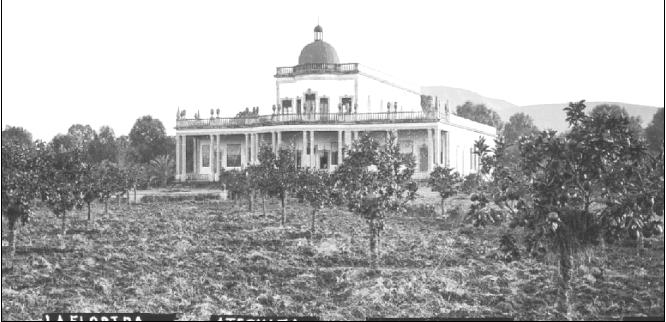
Finca "Aloha" mejor conocida como "La Florida", de 1900 por Joaquín Cástulo Cuesta Gallardo para su esposa Antonia Moreno.

### Octaviano de la Mora, atequicense destacado en México y el extranjero
Nació en la Hacienda de Atequiza Octaviano de San Juan de la Mora Riesch el 24 de junio de 1841, quien llegó a ser un fotógrafo innovador, famoso retratista que obtuvo premios en Francia. Tomó muchos retratos a Porfirio Díaz, al general Ramón Corona, Mariano Bárcena , y a todas las familias adineradas de Jalisco, como los Híjar y Haro Gortázar, los Cañedo, los Rincón Gallardo y a sus sobrinos los Cuesta Gallardo (él era primo hermano de los Gallardo Riesch), también a artistas como Ángela Peralta . Retrató a Ignacio Luis Vallarta, al gobernador Francisco Tolentino y a cientos de personalidades durante más de 40 años, también realizó fotos de exteriores de Guadalajara consideradas en la actualidad como anónimas. La prensa de la época siempre lo mencionó como un fotógrafo excelente, de los mejores, o el mejor retratista de la época. Casó con María Luisa de Zelayeta y Clavé con quien procreó siete hijos; murió el 15 de mayo de 1921 en la Ciudad de México.

### La Batalla de Atequiza, 1858
Una importante batalla se llevó a cabo durante la guerra de Reforma, en las afueras de la Hacienda de Atequiza el 14 de diciembre de 1858. El general Santos Degollado, al mando de los liberales, fue derrotado por los conservadores a cargo del general Miguel Miramón. Al parecer el combate en realidad se llevó a cabo en San Miguel, municipio de Poncitlán, sin embargo jefes de ambos partidos llegaron a alojarse sucesivamente en la hacienda, entre ellos Miguel Blanco (En esta misma enciclopedia se lee Batalla de Guadalajara (1858))

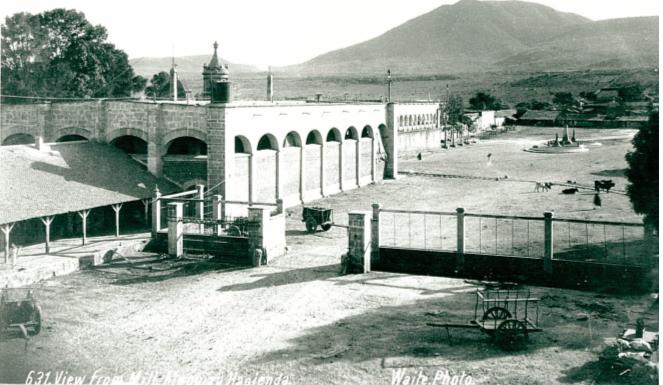
Hacienda de Atequiza en 1905. Toma desde el Teatro.

### La llegada del ferrocarril
El 14 de mayo de 1888, se inauguró el ferrocarril México-Irapuato-Guadalajara, para un tramo de su construcción se compraron a Atequiza un millón de durmientes de las mezquiteras de la hacienda, en ese primer viaje, el periodista Manuel Caballero dice "pintoresco el paisaje que ofrece la hacienda de Atequiza, cuyos fértiles terrenos y soberbia finca llamaron la atención de los observadores". Atequiza se abrió al comercio (alcohol, harina, granos, frutos, cantera gris), en la hacienda también había una red ferroviaria para transportar todo tipo de mercancías. Era paso obligado de productos de la gran parte de la ribera de Chapala al resto del país y de los turistas que iban a Chapala, ya viniesen de México o de Guadalajara. Hubo un tranvía de mulitas y diligencias que salían a Chapala al Hotel Arzapalo; la dama inglesa E. Alec Tweedie compara la diligencia irónicamente con la del alcalde de Londres, pero asegura "estaba adornada de oro y escarlata" amplio como un carro de mudanzas, le recordaba la hazaña de abordar un ómnibus neoyorquino de la Quinta Avenida.

### El Cinematógrafo en Atequiza de 1896
En noviembre de 1896, Manuel Cuesta Gallardo y Lorenzo "el Chato" Elízaga, invitaron al francés Gabriel Veyre y su socio, Claude Fernand Bon Bernard, a Atequiza; aquí grabaron ocho vistas cinematográficas de escenas comunes en la hacienda como lazado de toros y caballos, "jaripeo", pelea de gallos, baile tradicional, baño de caballos en el canal y peones ayuntando bueyes. Las "vistas", junto con otras de la ciudad de México, fueron distribuidas por toda Europa y otras partes del mundo por la Compañía Hermanos Lumière. Atequiza representó al México campesino, rural, tradicionalista a los ojos de todo el mundo a donde llegó el cine en los primeros años de inventarse.

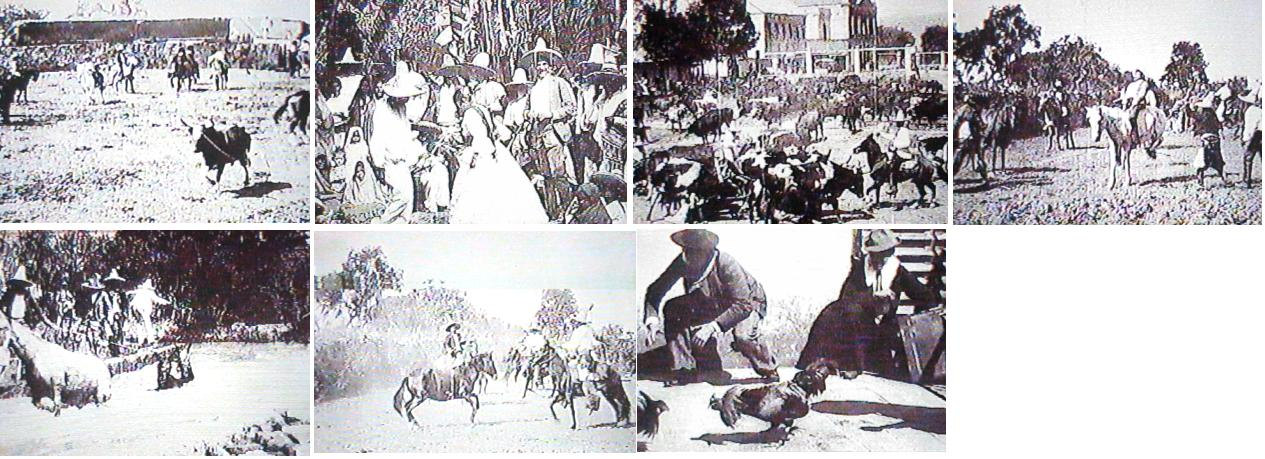
Fotogramas de las Vistas del Cinematógrafo Lumiere en Atequiza, filmadas en noviembre de 1896 en la Hacienda de Atequiza por el Sr. Gabriel Veyre. Títulos Originales: Lassage d’un bœuf sauvage, Danse mexicaine, Lassage des bœufs pour le labour, Bignade de chevaux, Cavalier sur un cheval rétif, Lassage d’un cheval sauvage, Combat de coqs.

### La Atequiza de Waite
El fotógrafo estadounidense Charles B. Waite visitó Atequiza por lo menos en dos ocasiones. En 1905 fotografió cinco lugares de Atequiza: el templo, los arcos (desaparecidos) de la casa grande donde aparecen Joaquín y Manuel Cuesta Gallardo, el patio principal donde aparecen las tres estatuas porfirianas, la fábrica de alcohol, y una vista panorámica de la hacienda. En 1908 hizo otras cuatro de la Florida y los famosos naranjales que tan jugosos frutos aclamaban en la región. Todas estas fotos eran vendidas en México y otros lugares como postales. Waite captó miles de fotos en nuestro país y otras partes de mundo.

### Alcohol José Cuervo de Atequiza

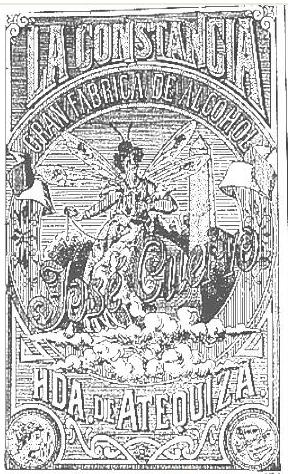
La Fábrica de José Cuervo comenzó su producción en 1904, su nombre era La Constancia. En Tequila (Jalisco) operaba otra con el mismo nombre pero se dedicaba a la destilación de dicha bebida.

Una de las personas que eran arrendatarios de Atequiza, fue don José Cuervo Labastida, dueño de la firma tequilera "Cuervo", en esta época, además del trigo, Atequiza se convirtió en alcoholera, con alcohol de maíz y caña. La fábrica se llamó "La Constancia". Además llegó a criar más de tres mil quinientas cabezas de ganado vacuno. En 1913 El Banco Nacional de Bienes Raíces e Hipotecarios le quita una enorme parte de la hacienda a los Cuesta Gallardo. En 1920, le quitó a Atequiza 2,712 hectáreas para dárselos a los ejidos de Atotonilquillo e Ixtlahuacán. En 1921 muere Cuervo y su intervención en Atequiza. La hacienda se valuaba en 700 000 pesos, muy por debajo de su valor real.

### La Formación de La Colonia Alemana y el Ejido Atequiza
La Caja de Préstamos para Obras de Irrigación y Fomento de la Agricultura, fracciona las haciendas de La Capilla y Atequiza, se dividieron 218 lotes rústicos en 1921, en ese tiempo llegaron al país inmigrantes alemanes a toda la república, a Atequiza llegaron 26 familias alemanas en 1927, y había entonces 100 familias provenientes de la región y de otros estados como Zacatecas. Muchos colonos nacionales y casi todos los alemanes se fueron del fraccionamiento pues el Banco cobraba según la cosecha, entregando el resto de las ganancias a los colonos, que la mayoría de las veces no se enteraban del monto por el que se vendían sus cargas de trigo. Se dio por consiguiente, una explotación al colono al extraer una parte considerable del valor generado por la fuerza de trabajo de las familias, no se podía sembrar toda la tierra por los altos costos, menos intentar el cultivo de otros vegetales más rentables y se carecía de maquinaria digna.
La usurera postura del Banco Nacional de Crédito Agrícola para con los colonos, fue la principal causa de que se pensara en la creación de un ejido para Atequiza. Don Margarito Flores, uno de sus impulsores dijo: "no todo se logró por medio de trámites, hubo represalias para los que encabezaban la contienda. Y como me encontraba entre ellos nos tocó toparle a lo que viniera". Hubo entonces golpeados y encarcelados, entre otros colonos involucrados en la creación del ejido estaban Marín Gómar, Julián Sandoval, Melquiades Briseño, Tranquilino Ramírez, Refugio Vaca; Severo, Francisco, Ignacio y Juan Flores, y aun gente que había trabajado para Cuervo. El 27 de agosto de 1934 fue dictaminada la repartición de hectáreas al Ejido de Atequiza, que ascendieron a 1502.

### El clero en Atequiza

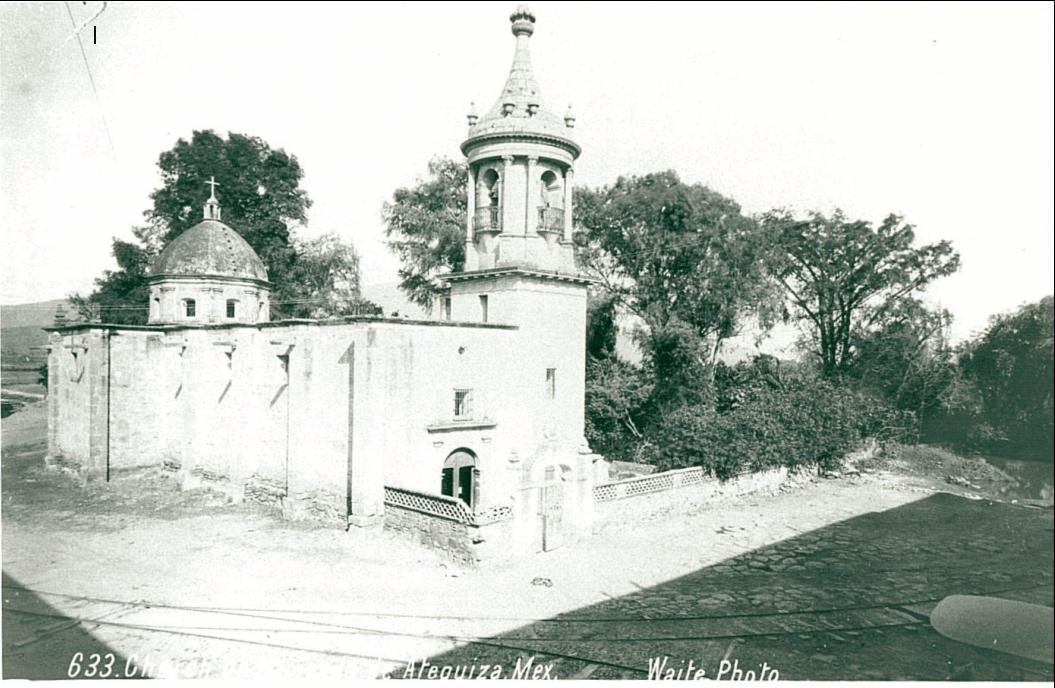
Templo de Atequiza, edificado en el, ordenó su construcción don Pedro Álvarez Cantón y la continuaron Ignacio Basauri y Pedro Olasagarre, contiene en su interior detalles barrocos e indigenista. Torre de 1875 por Cástulo Gallardo, de estilo único en México pues se asemeja a la Tumba de Absalón en el Valle del Cedrón en Jerusalén (ver [//commons.wikimedia.org/wiki/Image:Yad_Avshalom.JPG]), los detalles ornamentales son neoclásicos y pertenecen al periodo del Porfiriato.

El padre José de la Luz Anaya trabajó en Atequiza y Poncitlán desde 1825, este hombre fundó dos escuelas en Atequiza una de niños con 70 alumnos y otra para niñas con 50 alumnas. Después le han seguido once presbíteros más, hasta 1956 donde se queda como primer vicario fijo el padre Alberto Contreras García, lo sucedieron: Antonio López Castellanos, José Gómez, Ramón García Sánchez, Vicente Rojas y Javier Rodríguez López (primer párroco, 1997), Esteban Cortés Ureña, Hermenegildo Cuéllar Ángel, y José Raúl Rocha Olmos (como vicario en 2010). Atequiza tuvo visitas importantes como la del primer cardenal mexicano de la historia, José Garibi Rivera y el arzobispo Juan Jesús Posadas Ocampo.

### La Educación en Atequiza
Desde tiempos hacendarios, Atequiza tuvo escuela para los hijos de los peones. Un acontecimiento importante fue la Escuela Secundaria por Cooperación "Maestro Rafael Ramírez" en 1960 a donde acudían de muchos pueblos de la región y egresaron 17 generaciones. Uno de los principales colaboradores y además sustento económico fue J. Refugio Salcedo Nápoles, quien además construyó una cancha de usos múltiples cuando era delegado municipal.
La Escuela Normal Rural llegó a Atequiza el 4 de mayo de 1950 a instalarse en el teatro, entonces era de mujeres, este se encontraba en ruina total y las internas tenían que dormir en la explanada a la intemperie, y gracias al apoyo económico y personal de Salcedo Nápoles y la participación invaluable de Margarito Flores donador de los terrenos donde ahora se encuentra la Escuela Normal Rural, así como los participantes del Comité Pro Construcción de la Escuela Normal Rural conformado por: Andrés Velázquez, Adalberto Alatorre, Gregorio Orozco, José Luis Gómez; con los siguientes maestros: María Sánchez (primera directora del plantel) José Valderrama, José Techacha. Gracias a este grupo de ciudadanos y maestros el plantel se pudo reconstruir y así tener mejores instalaciones y elevar el nivel educativo.
En 1969, por causa de los movimientos sociopolíticos de 1968, cambió a escuela de varones. En el ciclo 1992-1993 se convierte en mixta. Durante toda su estancia en Atequiza se ha caracterizado como una escuela insumisa al gobierno, en sus primeros años por el ideal de un gobierno socialista y en los últimos, por plazas para ejercer el magisterio.

### Desarrollo atequicense y la llegada de Cyanamid
La primera enfermera de planta que hubo en Atequiza, fue Felícitas Muñoz, originaria de El Teúl, Zacatecas; la trajo don Lauro Caloca. En 1990, se fundó la Cruz Roja, Gustavo López Serrano encabezó el comité. En 1978 llega el primer y único banco en el pueblo: Banamex, por gestiones de José Apecechea y José Luis Gómez. La agencia de Correos y el teléfono se trajo en 1935, el encargado al iniciar y durante años fue Camilo Vázquez Navarro. José Cuervo perforó un pozo artesiano en tiempos hacendarios, fue remodelado en 1951 y tapado en 1978; a partir de entonces se han perforado otros pozos para el abasto de agua. Atequiza tuvo electricidad desde que Manuel María Cuesta Castillo la introdujo y generó en la misma hacienda en la década de 1880; desde entonces Atequiza fue autosuficiente en electricidad, hasta 1970 que Luis Echeverría la conecta a la CFE, por petición de don José Luis Gómez que era delegado. La primera carretera (no camino) fue construida en 1927 por personas de las comunidades vecinas hasta Puerta del Muerto en La Capilla sin ningún tipo de maquinaria. En 1932 comenzó el servicio de camiones cuyos primeros propietarios eran Francisco Castellanos, Juan Carrillo y Francisco Lozano. En 1979 llegó por primera vez el tianguis a una población en la que el comercio es una de las principales actividades.
En 1958 Cyanamid compró 100 ha para instalarse. En los cuatro años siguientes comenzó a operar productos de formica, suturas, minería y antibióticos. Trajo empleo y mejor ganancia que la que ofrecía el campo por eso la población se industrializó. En 1993 cambia su razón social a Cytec, hubo un despido masivo debido a la crisis, y los problemas de salud aumentaron llegando en 1997 al caso de los intoxicados de la Secundaria Técnica 44.